# فلسفه دینی
فلسفه دینی یکی از علوم دینی است که ترکیب فلسفه با ماوراءالطبیعه بوده و از انواع متافیزیک است.
فلسفه‌های مختلفی برای هر دین وجود دارد همچون:
- فلسفه آزتکی
- فلسفه بودایی
- فلسفه مسیحی
- فلسفه هندو
- فلسفه اسلامی
- فلسفه جینی
- فلسفه یهودی
- فلسفه سیکی
- فلسفه تائوئیستی
- فلسفه زرتشت